# 萬加因德拉努區
萬加因德拉努區，是馬達加斯加的行政區，位於該國東南部，由阿齊莫-阿齊那那那區負責管轄，首府設於萬加因德拉努，面積4,861平方公里，2011年人口312,302，人口密度每平方公里64人。